# Chiesa dell'Immacolata Concezione (Roselle)
La chiesa dell'Immacolata Concezione è un edificio sacro situato a Roselle, nel comune di Grosseto, in Toscana.

## Storia
La chiesa sorge nei pressi delle terme di Roselle, nel punto dove sorgeva una piccola chiesa, oggi trasformata, a servizio dei viandanti lungo la strada tra Grosseto e Siena. L'edificio fu realizzato su iniziativa del vescovo Paolo Galeazzi, il quale, per valorizzare spiritualmente una località che aveva visto la nascita del cristianesimo in Maremma, decise di istituire la parrocchia di Roselle il 9 aprile 1938, nell'ottavo centenario del trasferimento della sede vescovile da Roselle a Grosseto, e di dedicarla all'Immacolata Concezione, in quanto il culto mariano era sempre stato molto forte per quella popolazione. La parrocchia venne riconosciuta civilmente il 20 gennaio 1940.
Il progetto della nuova chiesa fu redatto dall'ingegnere Aldo Moretti e la costruzione fu realizzata a opera del Consorzio Bonifica Grossetana, ente di cui Moretti era il presidente. I lavori ebbero inizio con la posa della prima pietra il 30 giugno 1937 e si conclusero l'anno successivo, con la consacrazione della chiesa il 9 aprile 1938 contestualmente all'erezione a parrocchia. Di fianco all'edificio furono realizzati la casa canonica, con un contributo di papa Pio XI, e l'asilo parrocchiale, fortemente voluto dal vescovo Galeazzi e dal parroco di allora Lorenzo Biagi.
Lavori di restauro del presbiterio furono effettuati nel 1988, in occasione dell'ottocentocinquantesimo anniversario della traslazione della sede diocesana a Grosseto. L'anno successivo, il 21 maggio 1989, la chiesa ospitò il pontefice Giovanni Paolo II: l'ultimo papa in visita a Roselle era stato proprio quell'Innocenzo II artefice dello storico trasferimento. Al 1994 risalgono il battistero e gli ultimi lavori alle vetrate.

## Descrizione
La chiesa si presenta a croce latina, in stile neoromanico, con esterno in mattoni a faccia vista. La facciata è delimitata da due lesene: presenta un portale ad arco tondo in travertino, con lunetta raffigurante il bassorilievo della Vergine in preghiera fra gli angeli, ed un rosone. Sul fianco sinistro svetta il campanile, restaurato e sopraelevato nel 1953.
All'interno la chiesa conserva varie opere dell'artista Arnaldo Mazzanti: la Via crucis (1987) in cemento armato e tre grandi tavole nel presbiterio reffiguranti L'ultima cena, la Crocifissione, la Resurrezione (1991-1993). Una lapide, inoltre, ricorda la sosta di papa Giovanni Paolo II a Roselle.
Nella piazza antistante la chiesa, intitolata a Giovanni Paolo II, è stato eretto un monumento alla Vergine Maria.